# Konjsko (Resen)
Konjsko (Macedonisch: Коњско) is een dorp in de gemeente Resen in Noord-Macedonië. Konjsko ligt aan de westelijke oever van het Prespameer. Het dorp ligt ten oosten van de Albanees-Macedonische grens. Het dorp Kallamas is de dichtstbijzijnde nederzetting aan de andere kant van de grens. Konjsko is ook het dichtstbijzijnde dorp van het eiland Golem Grad.